# Golden Leaves
Golden Leaves è il primo singolo della cantante italiana Noemi Smorra in collaborazione con la cantante russa Lena Katina (ex membro del duo t.A.T.u.), pubblicato il 12 gennaio 2015.

## Descrizione
Il brano pop-rock è stato arrangiato dal cantautore e compositore siciliano Fernando Alba con il testo in inglese della statunitense Kathleen (Sandra) Hagen, già autrice di brani di Pino Daniele e Mario Biondi.
La prima esecuzione pubblica è avvenuta il 14 novembre del 2014 durante il concerto tenuto da Lena Katina all'Auditorium Parco della Musica di Roma in occasione della presentazione ufficiale del suo primo album da solista, This Is Who I Am. Golden Leaves è infatti inserita come bonus track nell'edizione italiana dell'album della Katina pubblicato dalla Maqueta Records, la medesima casa discografica della Smorra, che inserirà a sua volta la traccia nel suo EP di esordio Trasparente.
Il 12 gennaio 2015 il singolo Golden Leaves viene ufficialmente pubblicato su iTunes e sulle altre piattaforme musicali.

## Video musicale
Il videoclip di Golden Leaves viene girato a Roma tra l'8 e l'11 novembre 2014 con la regia della fotografa e filmmaker di moda Livia Alcalde e di Francesco Sperandeo, regista e sceneggiatore con all'attivo lavori con Giuseppe Tornatore e Roberto Benigni. Il video, a vivide tinte oniriche, mostra le due artiste bambine conoscersi all'interno di un circo del secolo scorso per poi ritrovarsi adulte in un ambiente fatato tra le vestigia del vecchio circo.
Il 12 gennaio 2015, contemporaneamente alla pubblicazione del singolo su iTunes, il videoclip viene diffuso in anteprima mondiale sul portale Fanpage.it e nei giorni seguenti viene caricato su YouTube. Golden Leaves riceve due nomination, come miglior video musicale e per i migliori costumi al FilmQuest Festival 2015 negli Stati Uniti e vince l'Excellence Special Mention ai Best Shorts Awards in California.

## Premi e riconoscimenti
- FilmQuest Festival (USA) - Nominations: Best Music Video, Best Costumes[6]
- Best Shorts Awards (USA) - Winner Award of Excellence Special Mention: Music Video[7]
- Global Music Awards (USA) - Bronze Medal Winner: Music Video[8]
- HollyShorts Film Festival (USA) - Official selection: Music Video[9]
- Thurrock International Film Festival (UK) - Official selection: Music Video[10]
- Digitalmation Awards (USA) - Winner: Music Video[11]
- Mizzica Film Festival (Italia) - Selezione Videoclip 2015[12]
- Avanca Film Festival (Portogallo) - Trailer in Motion 2015 official selection: Music Video[13]
- Apex Short Film + Music Video Festival (USA) - Official selection: Music Video[14]
- Hamilton Music and Film Festival (Canada) - Official selection: Music Video[15]
- Visioni Corte Film Festival (Italia) - Finalista sez. Cortomusic[16]
- The Monthly Film Festival (USA) - Nomination: Music Video Of The Month[17]
- Utah Music Awards (USA) - Nomination: Music Video[18]
- European Film Festival (Germania) - Winner: Best Music Video[19]
- London Shows Film Festival (UK) - Winner: Best Music Video[20]

## Classifiche
Il 21 febbraio 2015 Golden Leaves debutta alla ventesima posizione della classifica della principale emittente televisiva russa, Pervyj kanal. Raggiungerà la sua posizione migliore, il 4º posto, il 30 maggio seguente. Nella classifica complessiva del 2015 Golden Leaves si piazzerà al 16º posto, unica clip in lingua inglese.

## Altre versioni
Sono state pubblicate negli anni altre due versioni di Golden Leaves. Quella in lingua spagnola con il titolo Hojas amarillas, eseguita dalla attrice e cantante venezuelana Stephania Sanquiz con la featuring dell'interprete originale Noemi Smorra, è stata pubblicata il 21 luglio del 2017 in Sudamerica ed è risultata per una settimana tra le Top 100 iTunes di genere Pop in Messico.
La versione in lingua italiana è stata pubblicata nel mese di dicembre 2018 eseguita dall'autore, Fernando Alba.